# Pinto (cerro)
El Cerro Pinto es un montículo situado en el centro noroeste del Departamento de Paraguarí, República del Paraguay, en la jurisdicción del municipio de Carapeguá; correspondiente al grupo de cerros de la Cordillera de Ybycuí. Se encuentra a aproximadamente seis kilómetros del casco urbano de la ciudad de Carapeguá, y se accede a ella por la carretera asfaltada que conduce a La Colmena. Su pico es de 180 metros sobre el nivel del mar.

Ubicación
25°47′44″S 57°10′54″O / -25.79556, -57.18167
- Datos: Q6076326